# Џон Лук Џок
Џон Лук Џок (енгл. John Luk Jok; 1951−2020) био је министар правде у Влади Јужног Судана. На позицију је постављен 10. јула 2011. од стране председника државе и премијера Салве Кира Мајардита. Мандат министра је у трајању од пет година. Претходно је обављао функције министра културе, младих и спорта и министра енергетике и рударства у Влади Аутономног региона Јужног Судана. Поседује диплому права у нафтној индустрији и мастер диплому права у Лондону. Члан је Народног покрета за ослобођење Судана.